# Glorieta de Aníbal González

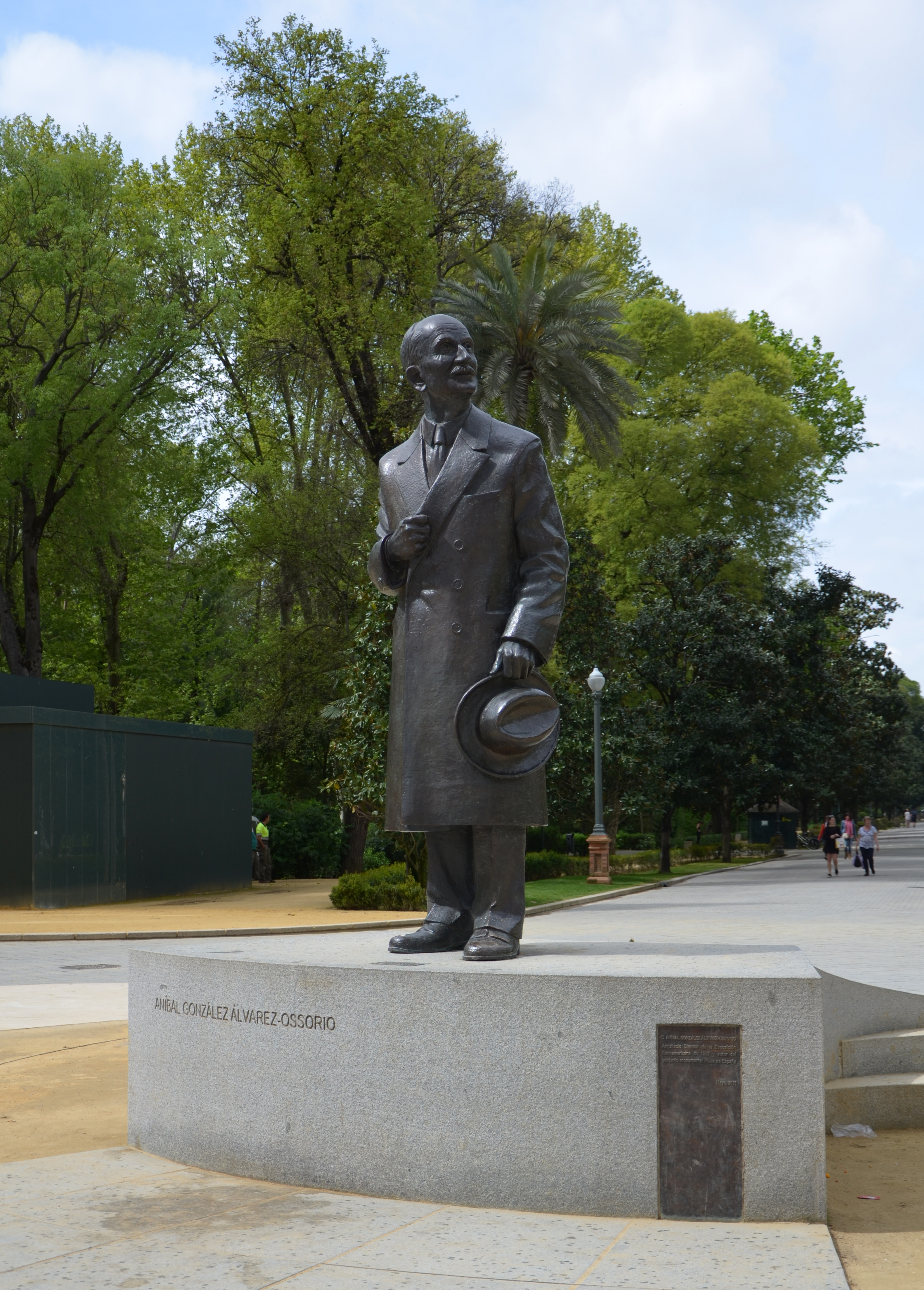
Estatua erigida en honor a Aníbal González en la glorieta homónima.

La glorieta de Aníbal González se encuentra frente a la Plaza de España, en el parque de María Luisa, Sevilla, Andalucía, España. Se encuentra en el centro de la avenida de Isabel la Católica, que es peatonal.
En el centro se encuentra un monumento al arquitecto de la plaza, Aníbal González Álvarez-Ossorio, que fue inaugurado el 27 de mayo de 2011. El monumento es una estatua de 2,5 metros de altura de bronce del arquitecto, sobre un pedestal de granito junto al que desciende una rampa. Los autores del monumento fueron el arquitecto Manuel Osuna, y escultores Manuel Nieto López y Guillermo Plaza.

## Historia
Aníbal González fue arquitecto director en las obras de la Exposición Iberoamericana de 1929. Además, contribuyó a la arquitectura de la ciudad con un estilo regionalista, neoclásico y neomudéjar. La ciudad no le había hecho ningún homenaje, por lo que en los años 2000 el Ayuntamiento decidió la colocación de un monumento frente a su mayor obra arquitectónica. Esto coicindió con un momento en que se acometía una restauración integral de la plaza y se llevaba a cabo su reintegración en el parque con la peatonalización y cierre con rejas de la avenida de Isabel la Católica. 
El parque de María Luisa se encuentra decorado con una serie de glorietas decoradas y con nombre propio, por lo que se denominaría glorieta de Aníbal González al lugar donde el monumento fue colocado.
El proyecto para la construcción del monumento se hizo mediante una encuesta en Internet, aunque se aclaró que la opinión de la familia del arquitecto tendría más peso que la decisión que se tomase en la encuesta, y así fue. Finalmente, el jurado, presidido por el alcalde Alfredo Sánchez Monteseirín, e integrado por los ediles y responsables de empresas públicas que participan en la rehabilitación de la Plaza de España, escogió un proyecto que no ganó la votación popular, y que se titula Reencuentro.
El monumento se inauguró el 27 de mayo de 2011.